# Drugie damy i drudzy dżentelmeni Stanów Zjednoczonych
Druga dama Stanów Zjednoczonych lub drugi dżentelmen Stanów Zjednoczonych – tytuł przysługujący żonie lub mężowi wiceprezydenta Stanów Zjednoczonych.
| Druga dama lub drugi dżentelmen                                                            | Druga dama lub drugi dżentelmen | Druga dama lub drugi dżentelmen                                                | Data zawarcia małżeństwa | Data uzyskania tytułu | Data utraty tytułu   | Wiceprezydent            |
| ------------------------------------------------------------------------------------------ | ------------------------------- | ------------------------------------------------------------------------------ | ------------------------ | --------------------- | -------------------- | ------------------------ |
| 1                                                                                          |                                 | Abigail Adams z domu Smith (ur. 1744, zm. 1818)                                | 25 września 1764         | 30 kwietnia 1789      | 4 marca 1797         | John Adams               |
| –                                                                                          |                                 | Martha Jefferson Randolph z domu Jefferson (ur. 1772, zm. 1836)                | –                        | 4 marca 1797          | 4 marca 1801         | Thomas Jefferson         |
| Aaron Burr będąc wiceprezydentem (od 4 marca 1801 do 4 marca 1805) był wdowcem             |                                 |                                                                                |                          |                       |                      |                          |
| George Clinton będąc wiceprezydentem (od 4 marca 1805 do 20 kwietnia 1812) był wdowcem     |                                 |                                                                                |                          |                       |                      |                          |
| wakat od 20 kwietnia 1812 do 4 marca 1813                                                  |                                 |                                                                                |                          |                       |                      |                          |
| 2                                                                                          |                                 | Ann Gerry z domu Thompson (ur. 1763, zm. 1849)                                 | –                        | 4 marca 1813          | 23 listopada 1814    | Elbridge Gerry           |
| wakat od 23 listopada 1814 do 4 marca 1817                                                 |                                 |                                                                                |                          |                       |                      |                          |
| 3                                                                                          |                                 | Hannah Tompkins z domu Minthorne (ur. 1781, zm. 1829)                          | –                        | 4 marca 1817          | 4 marca 1825         | Daniel Tompkins          |
| 4                                                                                          |                                 | Floride Calhoun z domu Colhoun (ur. 1792, zm. 1866)                            | 8 stycznia 1811          | 4 marca 1825          | 28 grudnia 1832      | John C. Calhoun          |
| wakat od 28 grudnia 1832 do 4 marca 1833                                                   |                                 |                                                                                |                          |                       |                      |                          |
| –                                                                                          |                                 | Angelica Van Buren z domu Singleton (ur. 1790, zm. 1842)                       | –                        | 4 marca 1833          | 4 marca 1837         | Martin Van Buren         |
| Richard Johnson będąc wiceprezydentem (od 4 marca 1837 do 4 marca 1841) był kawalerem      |                                 |                                                                                |                          |                       |                      |                          |
| 5                                                                                          |                                 | Letitia Christian Tyler (z domu Christian) (ur. 1798, zm. 1969)                | –                        | 4 marca 1841          | 4 kwietnia 1841      | John Tyler               |
| wakat od 4 marca 1841 do 4 marca 1845                                                      |                                 |                                                                                |                          |                       |                      |                          |
| 6                                                                                          |                                 | Sophia Dallas z domu Nicklin (ur. 1798, zm. 1869)                              | 1816                     | 4 marca 1845          | 4 marca 1849         | George Dallas            |
| 7                                                                                          |                                 | Abigail Fillmore z domu Powers (ur. 1798, zm. 1853)                            | 5 lutego 1826            | 4 marca 1849          | 9 lipca 1850         | Millard Fillmore         |
| wakat od 9 lipca 1850 do 4 marca 1853                                                      |                                 |                                                                                |                          |                       |                      |                          |
| William R. King będąc wiceprezydentem (od 4 marca 1853 do 18 kwietnia 1853) był kawalerem  |                                 |                                                                                |                          |                       |                      |                          |
| wakat od 18 kwietnia 1853 do 4 marca 1857                                                  |                                 |                                                                                |                          |                       |                      |                          |
| 8                                                                                          |                                 | Mary Cyrene Burch Breckinridge z domu Cyrene Burch Rhodes (ur. 1826, zm. 1907) | 12 grudnia 1843          | 4 marca 1857          | 4 marca 1861         | John Breckinridge        |
| 9                                                                                          |                                 | Ellen Hamlin z domu Emery (ur. 1835, zm. 1925)                                 | 1855                     | 4 marca 1861          | 9 lipca 1865         | Hannibal Hamlin          |
| 10                                                                                         |                                 | Eliza McCardle Johnson z domu McCardle (ur. 1810, zm. 1876)                    | 17 maja 1827             | 4 marca 1865          | 15 kwietnia 1865     | Andrew Johnson           |
| 11                                                                                         |                                 | Ellen Maria Colfax z domu Wade (ur. 1836, zm. 1911)                            | 18 listopada 1868        | 4 marca 1869          | 4 marca 1873         | Schuyler Colfax          |
| Henry Wilson będąc wiceprezydentem (od 4 marca 1873 do 22 listopada 1875) był wdowcem      |                                 |                                                                                |                          |                       |                      |                          |
| wakat,od 22 listopada 1875 do 4 marca 1877                                                 |                                 |                                                                                |                          |                       |                      |                          |
| William Wheeler będąc wiceprezydentem (od 4 marca 1877 do 4 marca 1881) był wdowcem        |                                 |                                                                                |                          |                       |                      |                          |
| Chester Arthur będąc wiceprezydentem (od 4 marca 1877 do 4 marca 1881) był wdowcem         |                                 |                                                                                |                          |                       |                      |                          |
| wakat,od 18 września 1881 do 4 marca 1885                                                  |                                 |                                                                                |                          |                       |                      |                          |
| 12                                                                                         |                                 | Eliza Hendricks z domu Morgan (ur. 1823, zm. 1903)                             | 18 listopada 1868        | 4 marca 1885          | 25 listopada 1885    | Thomas Hendricks         |
| wakat,od 25 listopada 1885 do 4 marca 1889                                                 |                                 |                                                                                |                          |                       |                      |                          |
| 13                                                                                         |                                 | Anna Morton z domu Street (ur. 1846, zm. 1918)                                 | 1873                     | 4 marca 1889          | 4 marca 1893         | Levi Morton              |
| 14                                                                                         |                                 | Letitia Stevenson z domu Green (ur. 1843, zm. 1913)                            | 1866                     | 4 marca 1893          | 4 marca 1897         | Adlai Ewing Stevenson    |
| 15                                                                                         |                                 | Jennie Tuttle Hobart z domu Tuttle (ur. 1849, zm. 1941)                        | 21 lipca 1869            | 4 marca 1897          | 21 listopada 1899    | Garret Hobart            |
| wakat,od 21 listopada 1899 do 4 marca 1901                                                 |                                 |                                                                                |                          |                       |                      |                          |
| 16                                                                                         |                                 | Edith Roosevelt z domu Carow (ur. 1861, zm. 1948)                              | 2 grudnia 1886           | 4 marca 1901          | 14 września 1901     | Theodore Roosevelt       |
| wakat,od 14 września 1901 do 4 marca 1905                                                  |                                 |                                                                                |                          |                       |                      |                          |
| 17                                                                                         |                                 | Cornelia Cole Fairbanks z domu Cole (ur. 1852, zm. 1913)                       | 1874                     | 4 marca 1905          | 4 marca 1909         | Charles Warren Fairbanks |
| 18                                                                                         |                                 | Carrie Babcock Sherman z domu Babcock (ur. 1856, zm. 1931)                     | 26 stycznia 1881         | 4 marca 1909          | 6 października 1912  | James Sherman            |
| wakat,od 6 października 1912 do 4 marca 1913                                               |                                 |                                                                                |                          |                       |                      |                          |
| 19                                                                                         |                                 | Lois Marshall z domu Kimsey (ur. 1873, zm. 1958)                               | 2 października 1895      | 4 marca 1913          | 4 marca 1921         | Thomas Marshall          |
| 20                                                                                         |                                 | Grace Coolidge z domu Goodhue (ur. 1879, zm. 1957)                             | 4 września 1905          | 4 marca 1921          | 2 sierpnia 1923      | Calvin Coolidge          |
| wakat, od 2 sierpnia 1923 do 4 marca 1925                                                  |                                 |                                                                                |                          |                       |                      |                          |
| 21                                                                                         |                                 | Caro Dawes z domu Blymyer (ur. 1866, zm. 1957)                                 | 6 stycznia 1866          | 4 marca 1925          | 4 marca 1929         | Charles Fairbanks        |
| Charles Curtis będąc wiceprezydentem (od 4 marca 1929 do 4 marca 1933) był wdowcem         |                                 |                                                                                |                          |                       |                      |                          |
| 22                                                                                         |                                 | Mariette Rheiner Garner z domu Rheiner (ur. 1869, zm. 1948)                    | 25 listopada 1895        | 4 marca 1933          | 4 marca 1941         | John Nance Garner        |
| 23                                                                                         |                                 | Ilo Wallace z domu Wallace (ur. 1888, zm. 1981)                                | –                        | 4 marca 1941          | 20 stycznia 1945     | Henry Wallace            |
| 24                                                                                         |                                 | Bess Truman z domu Wallace (ur. 1885, zm. 1982)                                | 28 czerwca 1919          | 20 stycznia 1945      | 12 kwietnia 1945     | Harry S. Truman          |
| wakat, od 12 kwietnia 1945 do 20 stycznia 1949                                             |                                 |                                                                                |                          |                       |                      |                          |
| Alben Barkley będąc wiceprezydentem (od 20 stycznia 1949 do 18 listopada 1949) był wdowcem |                                 |                                                                                |                          |                       |                      |                          |
| 25                                                                                         |                                 | Jane Hadley Barkley z domu Rucker (ur. 1911, zm. 1964)                         | 18 listopada 1949        | 18 listopada 1949     | 20 stycznia 1953     | Alben Barkley            |
| 26                                                                                         |                                 | Pat Nixon z domu Taylor (ur. 1912, zm. 1993)                                   | 21 czerwca 1940          | 20 stycznia 1953      | 20 stycznia 1961     | Richard Nixon            |
| 27                                                                                         |                                 | Lady Bird Johnson z domu Taylor (ur. 1912, zm. 2007)                           | 17 listopada 1934        | 20 stycznia 1961      | 22 listopada 1963    | Lyndon B. Johnson        |
| wakat od 22 listopada 1963 do 20 stycznia 1965                                             |                                 |                                                                                |                          |                       |                      |                          |
| 28                                                                                         |                                 | Muriel Humphrey z domu Buck (ur. 1912, zm. 1998)                               | 3 września 1936          | 20 stycznia 1965      | 10 października 1969 | Hubert Humphrey          |
| 29                                                                                         |                                 | Judy Agnew z domu Judefind (ur. 1921, zm. 2012)                                | 27 maja 1942             | 20 stycznia 1969      | 10 października 1973 | Spiro Agnew              |
| 30                                                                                         |                                 | Betty Ford z domu Bloomer (ur. 1918, zm. 2011)                                 | 15 października 1948     | 10 października 1973  | 9 sierpnia 1974      | Gerald Ford              |
| wakat od 9 sierpnia 1974 do 19 grudnia 1974                                                |                                 |                                                                                |                          |                       |                      |                          |
| 31                                                                                         |                                 | Happy Rockefeller z domu Fitler (ur. 1926, zm. 2015)                           | 4 maja 1963              | 19 grudnia 1974       | 20 stycznia 1977     | Nelson Rockefeller       |
| 32                                                                                         |                                 | Joan Mondale z domu Adams (ur. 1930, zm. 2014)                                 | 27 grudnia 1955          | 20 stycznia 1977      | 20 stycznia 1981     | Walter Mondale           |
| 33                                                                                         |                                 | Barbara Bush z domu Pierce (ur. 1925, zm. 2018)                                | 6 stycznia 1945          | 20 stycznia 1981      | 20 stycznia 1989     | George H.W. Bush         |
| 34                                                                                         |                                 | Marilyn Quayle z domu Tucker (ur. 1949)                                        | 18 listopada 1972        | 20 stycznia 1989      | 20 stycznia 1993     | Dan Quayle               |
| 35                                                                                         |                                 | Tipper Gore z domu Aitcheson (ur. 1948)                                        | 19 maja 1970             | 20 stycznia 1993      | 20 stycznia 2001     | Al Gore                  |
| 36                                                                                         |                                 | Lynne Cheney z domu Vincent (ur. 1941)                                         | 29 września 1964         | 20 stycznia 2001      | 20 stycznia 2009     | Dick Cheney              |
| 37                                                                                         |                                 | Jill Biden z domu Tracy (ur. 1951)                                             | 17 lipca 1977            | 20 stycznia 2009      | 20 stycznia 2017     | Joe Biden                |
| 38                                                                                         |                                 | Karen Pence z domu Batten (ur. 1957)                                           | 3 października 1985      | 20 stycznia 2017      | 20 stycznia 2021     | Mike Pence               |
| 39                                                                                         |                                 | Douglas Emhoff (ur. 1964)                                                      | 22 sierpnia 2014         | 20 stycznia 2021      | 20 stycznia 2025     | Kamala Harris            |
| 40                                                                                         |                                 | Usha Vance z domu Chilukuri (ur. 1986)                                         | 2014                     | 20 stycznia 2025      | obecnie              | J.D. Vance               |

## Żyjące byłe drugie damy i drudzy dżentelmeni Stanów Zjednoczonych

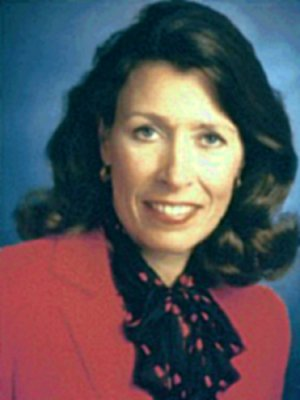
Marilyn Quayle (ur. 1949)
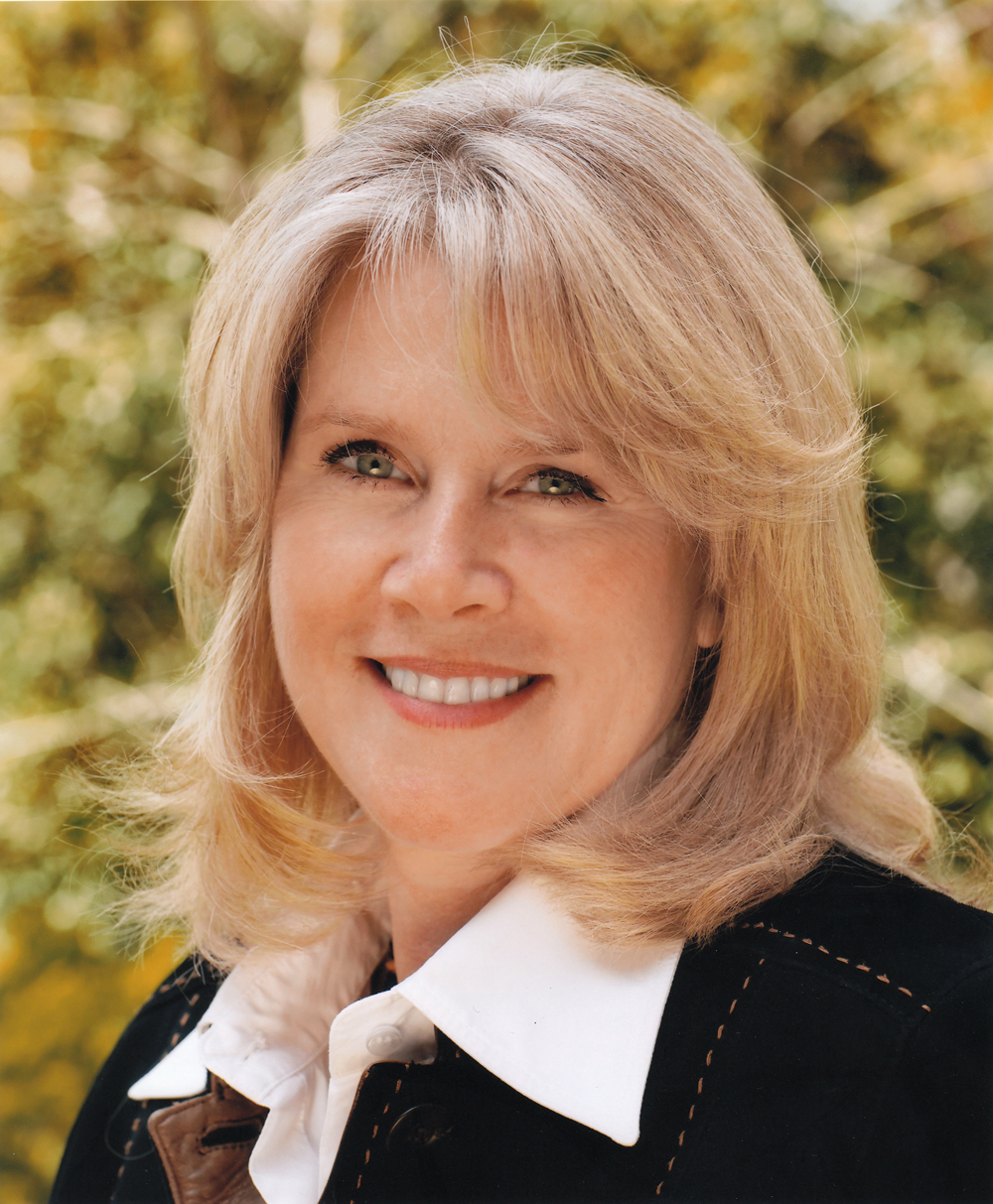
Tipper Gore (ur. 1948)
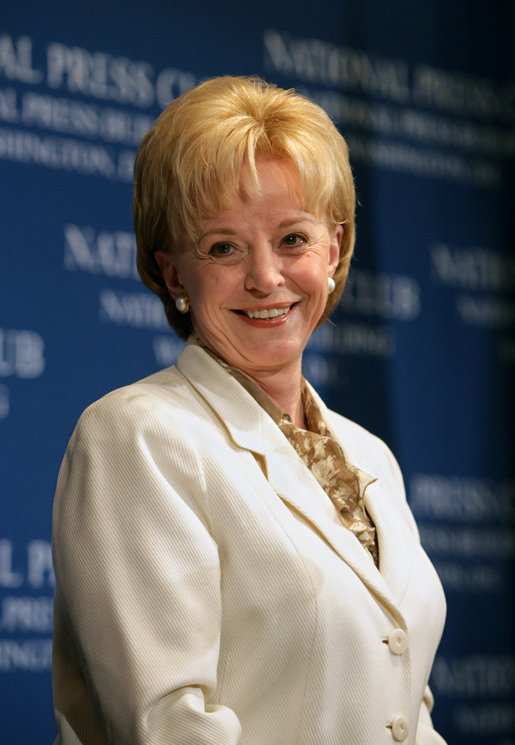
Lynne Cheney (ur. 1941)
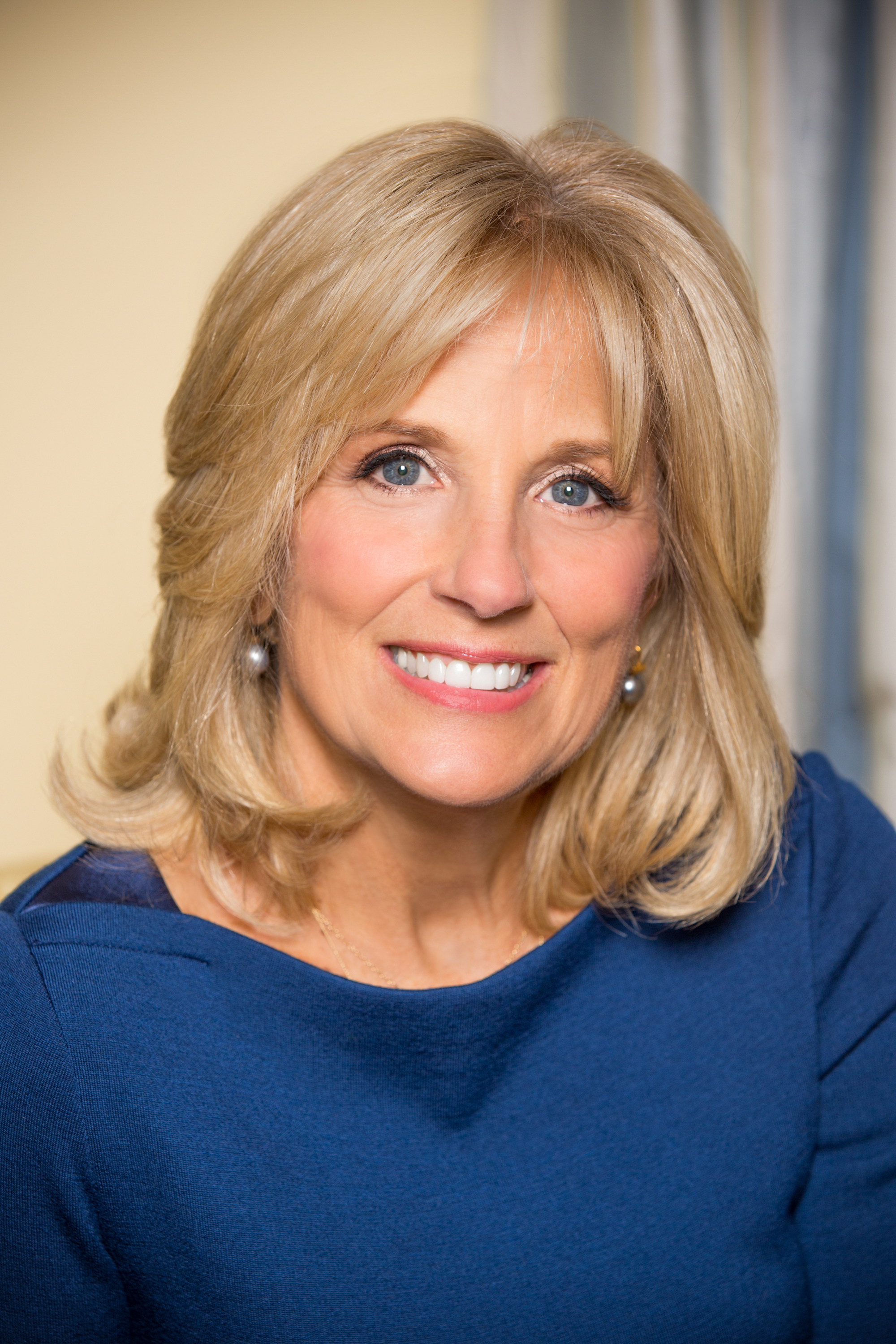
Jill Biden (ur. 1951)
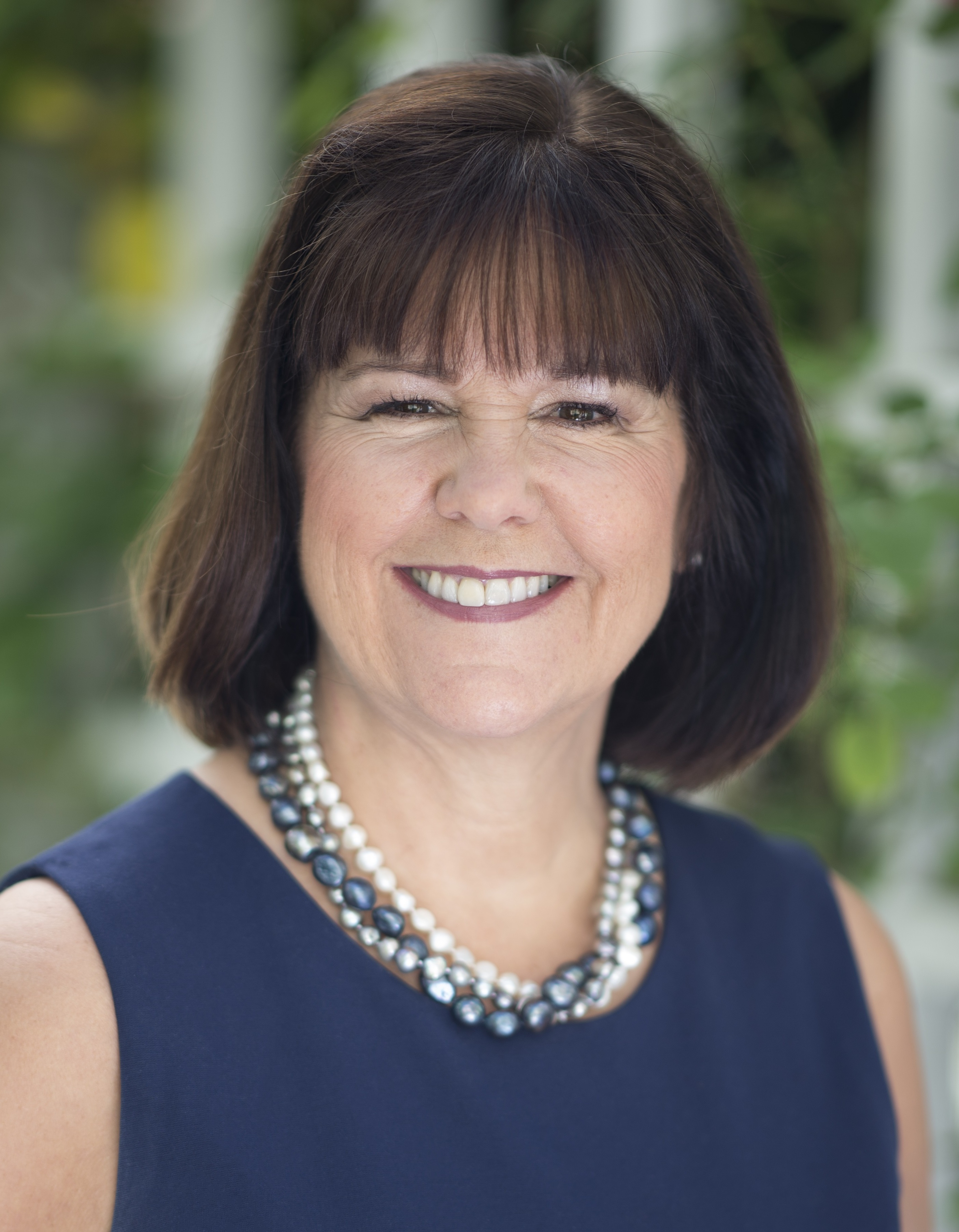
Karen Pence (ur. 1957)
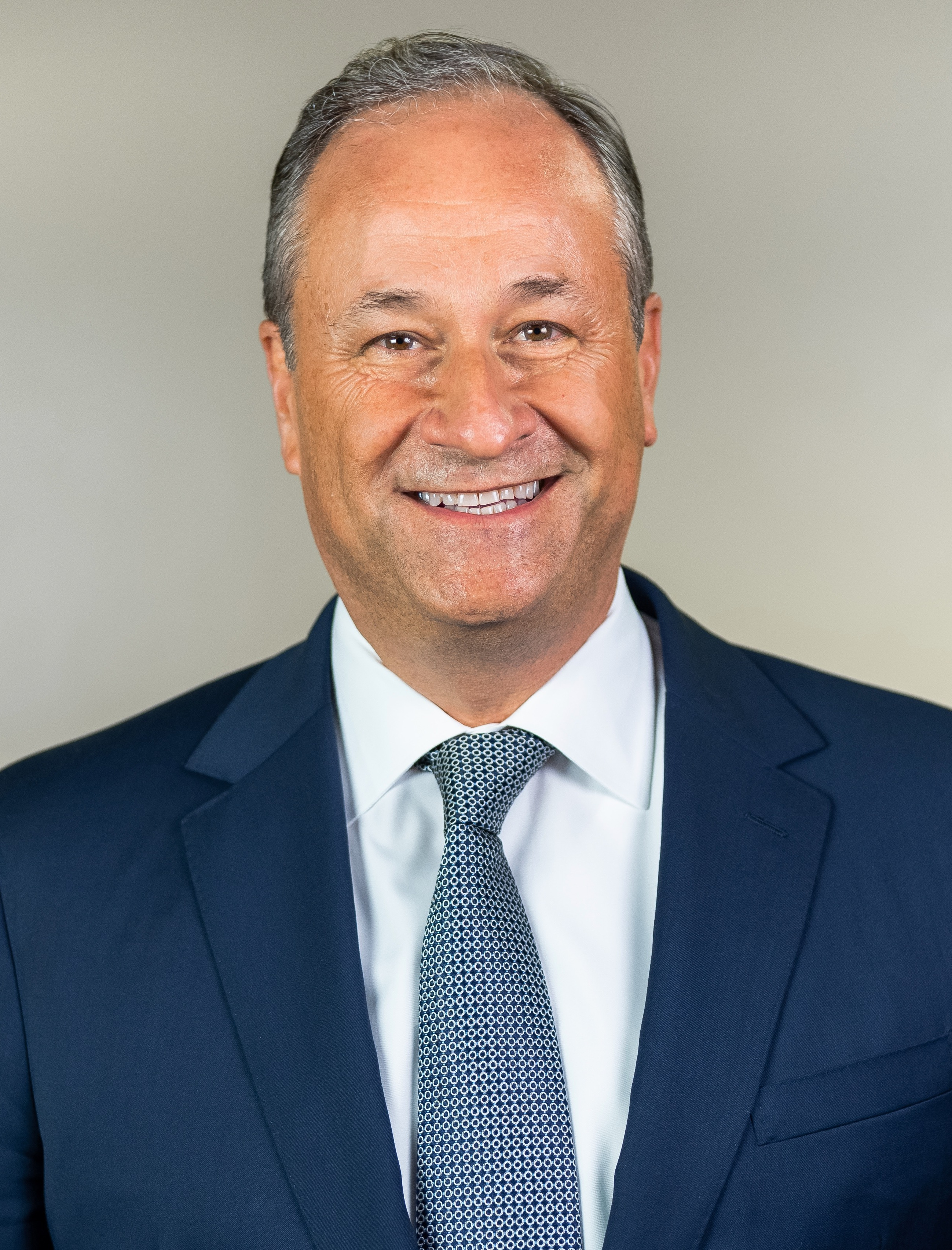
Douglas Emhoff (ur. 1964)